# Мавзолей дочери Исхак-ата
Мавзолей дочери Исхак-ата — архитектурный памятник, мавзолей (мазар) мемориального комплекса Хусам-ата пустынной местности в селении Фудина Кашкадарьинской области Узбекистана, построенный конце X — начале XI веков.

## История
Памятник построен в конце X — начале XI веков; архитектура здания этому не противоречит. Он примыкает с запада к мавзолею Исхак-ата, который исследователи датируют X веком.

## Архитектура
Скромная постройка на юге Узбекистана, именуемой мавзолеем дочери Исхак-ата из квадратного жжёного кирпича. Его внутренние размеры согласно публикации — 4,5х4,5 метров, внешние — 6x6 метров, — это не совсем отвечает опубликованному чертежу, где стороны помещения равны 4,3 — 4,4 метрам, а длина фасадов — 6,3 и 6,5 метрам (причина разницы — несколько большая толщина портальной южной стены). Стены помещения украшены тремя симметрично расположёнными нитками, на южной стороне среднюю нишку заменил более широкий входной проем. Своим происхождением этот приём, известный и в других образцах, обязан, вероятно, древнему типу купольного зала-киоска с тремя проёмами на каждой из сторон. Единственное окно прорезано над средней западной нишей. Заполнение тромпов, судя по опубликованному и воспроизведённому здесь чертежу, состоит из перспективно-уступчатой системы арок; свесы в углах поддержаны, как в мавзолее Исхак-ата, ячеисто-выемчатыми парусами. «Портальность» главного фасада скромно выражена здесь посредством арочной ниши шириной 2,4 м и глубиной только 25 см, по сторонам которой симметрично расположены две узкие (около 40 сантиметров шириной) нишки такой же глубины. Симметричная группа трёх арочных ниш — широкой средней и двух узких, вертикально вытянутых боковых — иерархически организованная система, применявшаяся и позже, к примеру — в надгробии аль-Хакими ат-Тирмизи и на северном фасаде комплекса Ходжа Ахмед Ясави в Туркестане. Источник этой канонической системы неизвестен, — её прототип усматривается в трехпролётных триумфальных арках античного Рима (арки в Тимгаде, Септимия Севера и Константина), в которых широкий средний проем фланкирован боковыми, более узкими и стройными, уравненными со средним проёмом при посредстве верхних панно или ниш. Транслятором этой римской композиционной идеи на восток была, вероятно, культура Парфии. Арочный вход с боковыми нишами, в которых стояли статуи — приём, тоже известный в архитектуре античного Рима, — вёл в одно из двух общественно-административных зданий Пенджикента, обычно неверно именуемых «храмами». Как упоминал С. Г. Хмельницкий: «и это мог быть один из источников полюбившейся в Средней Азии (и как будто мало известной за её пределами) фасадной композиции».